# Vine
Vine — мобильное приложение, позволяющее создавать 6-секундные видеоролики. Принадлежит компании Twitter, которая купила его в октябре 2012 года. Сервис был открыт для широкой публики 24 января 2013 года. 
Компания Vine была создана в июне 2012 года Колином Кроллом, Русом Юсуповым и Домом Хофманном. 
Уже 9 апреля 2013 года Vine стал самым скачиваемым бесплатным приложением в iOS App Store. Одно время число его пользователей доходило до 200 млн человек. Несмотря на это, позже сервис не выдержал конкуренции с Instagram, Snapchat и YouTube и начал терять аудиторию, в результате 27 октября 2016 года сервис был закрыт для загрузки новых видео. 20 января 2017 года Twitter запустил архив со всеми уже загруженными «вайнами», который также был закрыт в апреле 2019 года.
Vine не интегрирован в Twitter, но позволяет добавить оттуда «друзей», также использующих Vine.
Сервис конкурировал с такими приложениями, как Instagram, Coub и MixBit от YouTube.

## Технические подробности
Для создания видео необходимо нажать и удерживать палец на экране мобильного устройства. Приложение позволяет останавливать запись и возобновлять её при повторном нажатии. Получающийся в результате видеоролик похож на формат GIF. Приложение также позволяет записывать звук, проводить элементарный монтаж, увеличивать скорость проигрывания видео и вставлять в него картинки. 3 июля 2013 года в новом обновлении была добавлена функция просмотра предыдущего кадра Ghost Tools.
На момент запуска приложения оно было доступно только пользователям смартфонов с операционной системой iOS от Apple. 3 июня 2013 года вышла версия для Android. В ноябре 2013 Vine стал доступен и для Windows Phone.

### Vine Kids
В январе 2015 года Vine запустила Vine Kids, приложение для iOS, разработанное специально для детей в возрасте от 7 до 12 лет. Он был разработан группой сотрудников Vine, чтобы попытаться создать более безопасное пространство для молодых пользователей, чтобы в конечном итоге просматривать контент, который был сочтен подходящим для детей. Каждое видео, размещенное в приложении, было отобрано сотрудниками Vine для обеспечения их безопасности.
Глава отдела коммуникаций и маркетинга Vine Кэролайн Пеннер, отметив особенности приложения, рассказала CNN, что «дети всегда могут проводить вперед и назад по экрану мобильного устройства, чтобы найти новые видео, и они также могут нажимать на экран, чтобы воспроизводить некоторые звуковые эффекты».

## Отношения с Facebook
Сразу после запуска приложение позволяло пользователю добавлять его друзей из социальной сети Facebook. Однако в тот же день Facebook запретил использование этой функции. По всей видимости, это стало ответом на запрет Twitter искать друзей по приложению Instagram после того, как оно было куплено Facebook.